# إيبن ألين
إيبن ألين هو شخصية أعمال وسياسي أسترالي، ولد في 15 نوفمبر 1868 في North Adelaide ‏ في أستراليا، وتوفي في 20 مايو 1931 في برث في أستراليا بسبب إصابة بعيار ناري. نشط حزبياً في Western Australian Liberal Party (1911–1917) ‏. وقد انتخب عضو الجمعية التشريعية لأستراليا الغربية ‏ عن دائرة Electoral district of West Perth ‏ (3 أكتوبر 1911 – 29 سبتمبر 1917).